# Тайный Санта
Тайный Са́нта, или Секре́тный Са́нта, или Секретный Санта-Клаус (англ. Secret Santa), иногда также называется Поллианна (Pollyanna, в честь романа), Крис Киндл (Kris Kindle) или Крис Крингл (Kris Kringle), — традиционная рождественская игра, целью которой является анонимный обмен подарками в группе играющих людей. Участие в этой, как и в любой другой игре, является добровольным. По этой причине, к этой игре часто прибегают на работе или в больших семьях.
Эта игра известна под названием Секретный Санта в США, Канаде и Великобритании и под названием Крис Киндл в некоторых других странах Содружества наций. Оба названия игры приемлемы и употребляются в Австралии или Новой Зеландии. Все эти названия восходят к традиционным персонажам, раздающим подарки в Рождество: американский вариант названия происходит от Санта-Клауса, а Крис Киндл и Крис Крингл — искажённая форма имени немецкого персонажа (Christkind или «Младенец Иисус») (в Англии традиционный одаряющий подарками персонаж — это Отец Рождество). В Бразилии она называется «Тайный друг» (Amigo Secreto), а в Испании и испаноязычной Латинской Америке — «Невидимый друг» (Amigo Invisible).
Секретным Сантой называется как сама игра, так и любой из её участников. Правила игры устанавливают денежную стоимость подарков.

## Описание игры
Сначала определяют участников игры. Далее устанавливаются правила игры: устанавливают денежную стоимость подарков, время обмена подарками и т. д. Имена участников пишут на листах бумаги. Затем эти листы предлагается тянуть жребием каждому участнику по очереди. После того как каждый участник подготовит подарок производится их анонимный обмен. Во многих школах и компаниях это делается во время Рождества или Нового года. Иногда на рабочих столах коллег оставляются намёки. Также можно вручать такие небольшие подарки как шоколадки.
Обычно назначается время и место вручения подарков, когда все приготовленные подарки с указанными на них именами получателя (но не дарителя) помещаются на стол. При желании дарящего, дарящий лично вручает свой подарок, раскрывая своё инкогнито. В некоторых коллективах предпочитают вместо обмена подарками сэкономленные деньги дарить благотворительным организациям.
Современные варианты организации игры «Тайный Санта» дают организаторам и участникам возможность проводить жеребьёвку, составлять списки желаемых подарков и обмениваться информацией в онлайновом режиме.
На некоторых русскоязычных сайтах (dirty.ru, Хабрахабр, Пикабу, Клуб анонимных Дедов Морозов) также проводится подобная церемония, называемая «АДМ» (Анонимный Дед Мороз) — участники оставляют свои адреса, затем ЭВМ пересортировывает их и каждому участнику отправляется адрес человека, которому он должен выслать такой подарок, какой посчитает нужным.

### Варианты проведения игры

#### Тайный Санта-вор (Thieving Secret Santa)
В этой версии каждый из участников приносит по подарку, который потенциально годится или интересен для любого другого участника. Подарки заворачиваются так, чтобы их невозможно было распознать. В идеале даритель не должен раскрываться при организации игры. Игроки по очереди либо открывают новый подарок, либо крадут ранее открытый подарок. Эту игру также называют «Обмен подарками „Белый слон“»: («белым слоном» называют подарок, стоимость которого гораздо больше его полезности) или «бартер янки» (Yankee Swap).

#### Многодневный Тайный Санта (Secret Santa over several days)
В этом варианте, раздача подарков растягивается на несколько дней. Обычно ежедневно каждому вручается небольшой подарок, при выборе которого упор делается на оригинальность и юмористичность. Например, самодельная открытка, стихотворение, свечи, безделушка, лёгкая закуска или небольшое произведение искусства. Из-за того, что игра растянута на несколько дней, напряжение растёт, и каждому участнику интересно, кто именно является его личным Тайным Сантой. В последний день мероприятия в подарке обычно раскрывается личность Тайного Санты. Игру также можно проводить, заранее согласовав определённое место, затем все Тайные Санты прячут свои подарки, а затем подбрасывают небольшие подсказки с именем одаряемого, которые приводят того к месту, где спрятан подарок. Ещё один вариант игры: чтобы участник оставлял записку своему Тайному Санте. Записка может быть в любом виде — стихотворение, текст, и т. п., но непременно подразумевает, что этот человек знает, кто его Тайный Санта. Единственная проблема с таким вариантом игры заключается в том, что как только тайный Санта обнаружен, то они больше не могут давать подарки, что в условиях игры группой может вызвать проблемы со справедливостью и равенством участников.

#### Украденный Санта (Stolen Santa)
В этом варианте игры правила стандартные, но вручаемые подарки должны быть «украдены» или добыты иным «противозаконным» способом. Чтобы обеспечить это, участники зачастую просто «крадут» канцелярские товары на своём рабочем месте, усиливая юмористичность игры.